# Xenorhina mehelyi
Xenorhina mehelyi е вид жаба от семейство Тесноусти жаби (Microhylidae). Видът не е застрашен от изчезване.

## Разпространение
Разпространен е в Папуа Нова Гвинея.

## Описание
Популацията на вида е стабилна.